# Stutensee
Stutensee är en stad i Landkreis Karlsruhe i regionen Mittlerer Oberrhein i Regierungsbezirk Karlsruhe i förbundslandet Baden-Württemberg i Tyskland.
Staden bildades 1 januari 1975 genom en sammanslagning av kommunerna  Blankenloch, Friedrichstal, Spöck och Staffort.